# Szent Péter és Pál-bazilika (Vyšehrad)
A Szent Péter és Pál-kisbazilika (Bazilika svatého Petra a Pavla, kapitulni kostel svatého Petra a Pavla, basilica minor) és annak kertje Vyšehrad legfontosabb turisztikai látványossága.

## Története
A bazilika háromhajós, román stílusú elődjét II. Vratiszláv építtette. IV. Károly immár gótikus stílusban teljesen átépíttette, csak egyik oldalhajóját hagyta meg. Ezután még kétszer építették át: előbb reneszánsz, majd barokk stílusban.
Jelenlegi, neogótikus arculatát 1885 és 1887 között nyerte el, majd 1902-ben építették hozzá a két csúcsíves tornyot.
A templom jelenleg egy monumentális háromhajós, nyugati ikertornyú álbazilika.

## Belső berendezése
Belső terében két jelentős emlék található:
- szent Longinus maradványai egy román kori kőkorsóban pihennek;

- az Esős Madonna képét deszkára festette egy ismeretlen művész a 14. század 2. felében.

Ez utóbbi II. Rudolf híres képtárából származik; a gyűjtemény széthordása után az egyik főúr ajándékozta a templomnak.

## Környezete
A bazilika előtti kis temetőben építették fel 1889-ben a Slavin nemzeti pantheont. A bazilika és a sírkert a turisták két fő célpontja. A parkká alakított, szabadon látogatható területet 1962-ben nemzeti történelmi emlékhellyé nyilvánították.